# Calamites
Calamites és un gènere fòssil de planta vascular sense llavors de l'ordre Equisetales. Va viure al Carbonífer superior (300-250 Ma). Tenia dimensions i aspecte arborescent.
Normalment, el fòssil més abundant correspon al motlle intern de la tija de la planta (medul·la que s'omplia de sediment fi). Associats a fragments de tija de Calamites, també es poden trobar altres fòssils corresponents a les branques i les fulles (microfil·les) de la planta. Calamites podia arribar a tenir una alçada d'entre 5 i 15 metres i creixia formant boscos en medis fluvials.

## Morfologia
Calamites presenta un diàmetre de fins a 30 cm. L'organització de la planta és verticil·lada (formada per nusos i entrenusos). Les branques estan ubicades en els verticils on s'hi insereixen les fulles, anomenades Annularia i/o Asterophyllites, i els estròbils amb sacs d'espores, per exemple, Calamostachys.

### Tronc (Calamites)
La part vegetativa de la planta està constituïda per un rizoma subterrani i uns eixos aeris, tots subdividits per nusos i entrenusos. L’interior, corresponent a la medul·la es troba buit. Sovint, la part buida del tronc s'omplia de sediment una vegada l’organisme havia mort, formant un motlle intern. Aquest motlle presenta estries petites i abundants alternades a cada banda del nus (figura 1).

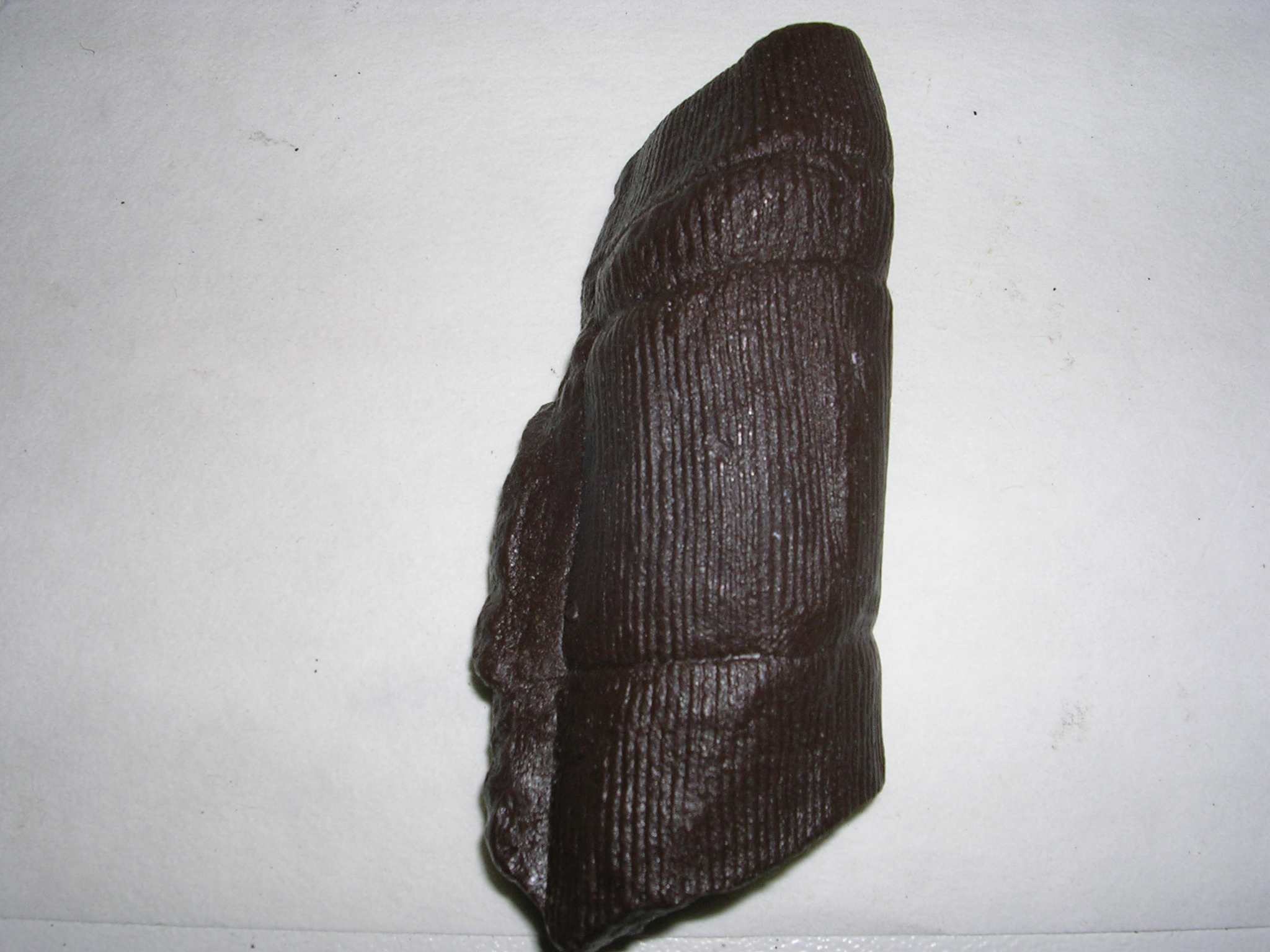
Figura 1: Tronc (Calamites)

Gràcies a fòssils silicificats, es coneix l’anatomia interna de la planta. El tronc es caracteritza per la presència de canals carinals i costelles que donen lloc al protoxilema. També mostren un xilema secundari i una epidermis.

### Microfil·les (AnnulariaiAsterophyllites)
Les ramificacions articulades pels nusos formen les fulles (microfil·les), que es subdivideixen en dos gèneres:
Annularia forma verticils que es troben disposats de manera obliqua a la tija. Cada verticil es troba constituït per un nombre de microfil·les d'entre 8 i 13. Cada microfil·le mostra un únic nervi (figura 2).

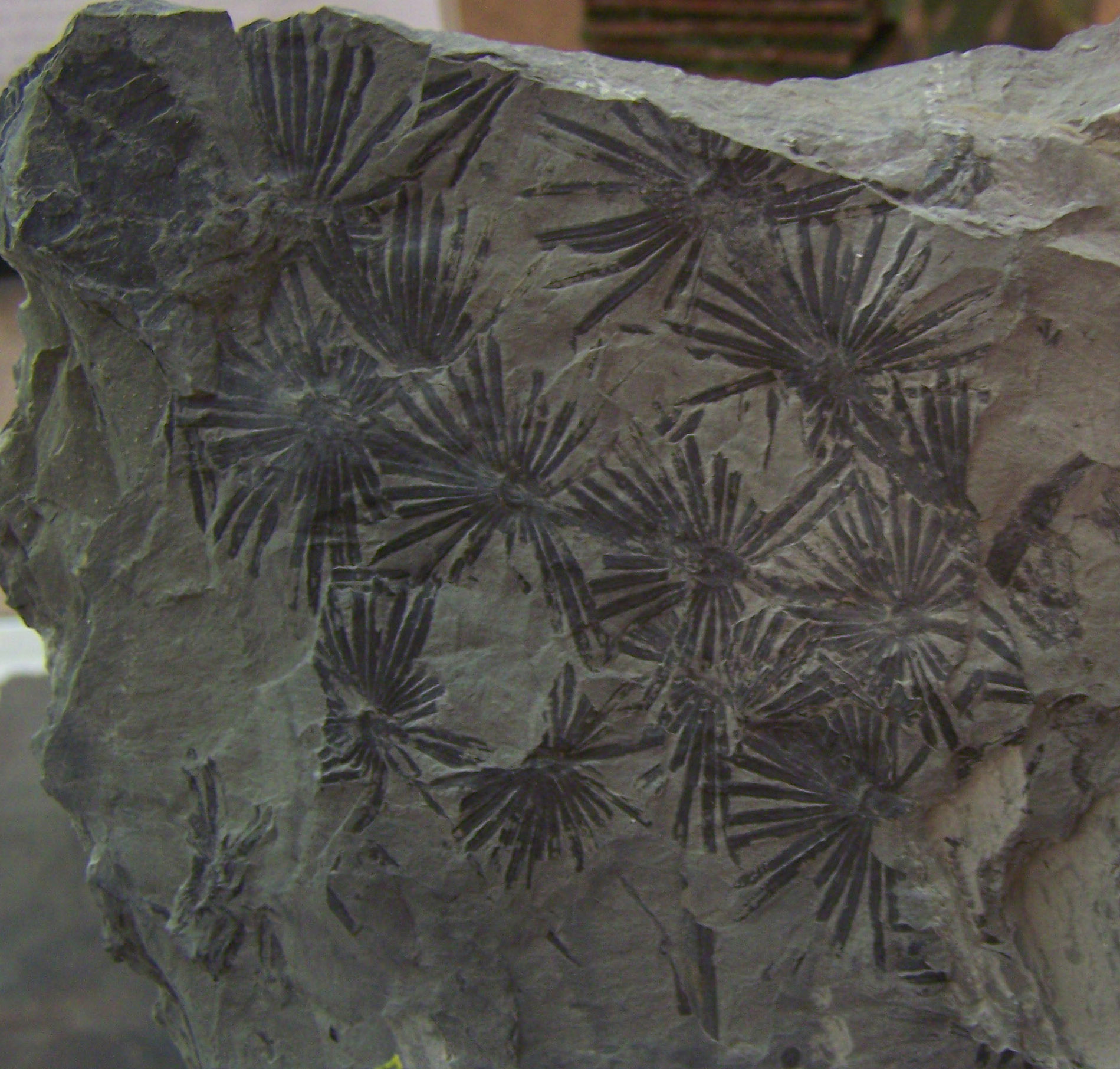
Figura 2: Annularia, Calamites

Asterophyllites son verticils que es troben disposats de manera perpendicular a la tija. Cada verticil consta d'entre 15 i 30 microfil·les. Cada microfil·le presenta un únic nervi central. Aquests microfil·les son més estrets i llargs que Annularia (figura 3).

### Espores

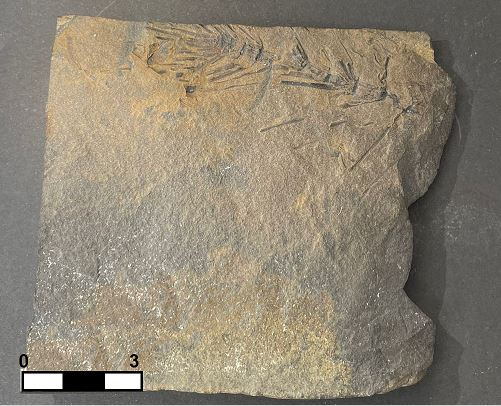
Figura 3: Asterophyllites, Calamites

Les espores de Calamites tenen entre 85 i 90 micres de diàmetre. Aquestes estan situades dins els esporangis de l'estròbil. La seva paret externa s'expandeix formant uns filaments anomenats elàter, que serveixen per a la dispersió i per tal de facilitar la fecundació.

## Paleoecologia
Calamites va ser un gènere d’equisets arborescents que va viure durant el Carbonífer i Permià inferior, períodes amb grans canvis florístics i climàtics. Durant aquest rang temporal, Calamites vivia en climes de tipus tropical o subtropical. L'estructura del tronc, amb anells de creixement, suggereix que Calamites vivia en climes amb certa estacionalitat, que presentaven una alternança entre períodes secs i humits.
Calamites creixia en ambients continentals fluvials. Concretament es trobaven en vores de llacs i marges de pantans, però eren especialment abundants a les lleres de rius (figura 4). Preferien zones amb molta llum i temperatures altes, protegides dels vents.
Aquest gènere és el representant més comú dels esfenòfits del Carbonífer i vivia en zones properes als licòfits arborescents i les falgueres, formadores de la torba carbonífera. Vivien als anomenats pantans de carbó, zones humides, inundades de manera permanent o semipermanent, que representaven una gran part de les àrees terrestres tropicals durant el Carbonífer i el Permià. En zones properes on vivia Calamites s'acumulaven grans dipòsits de torba, que posteriorment eren transformats a carbó.

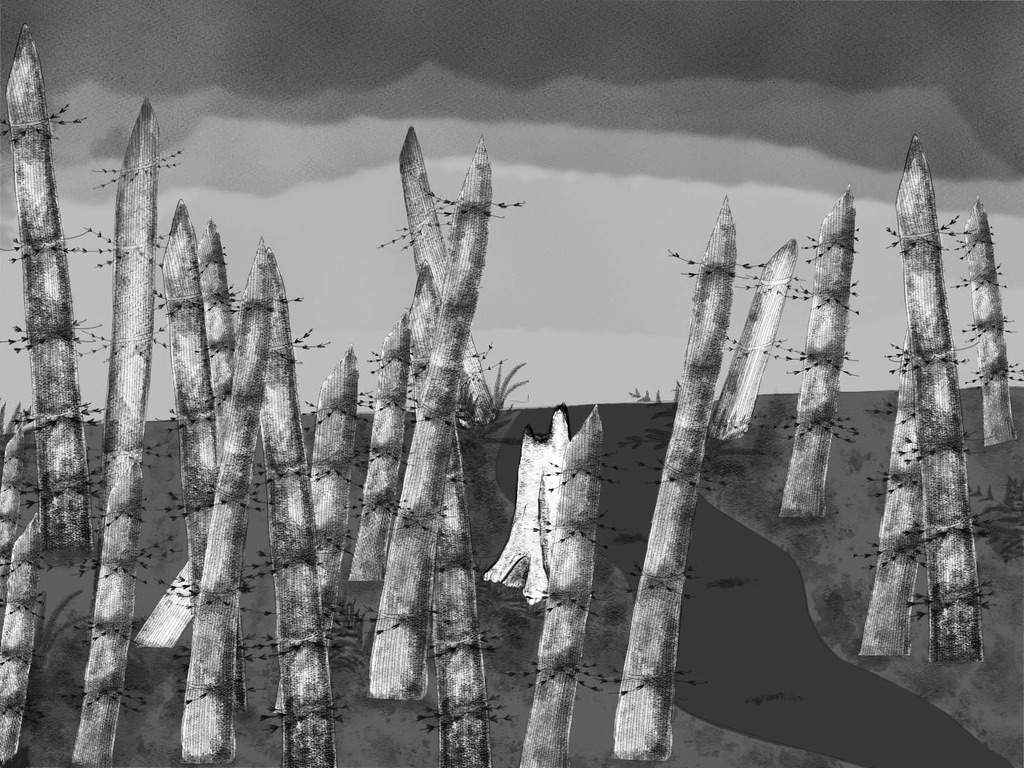
Figura 4: Calamites al Carbonífer, en ambients fluvials

## Calamitesa Catalunya

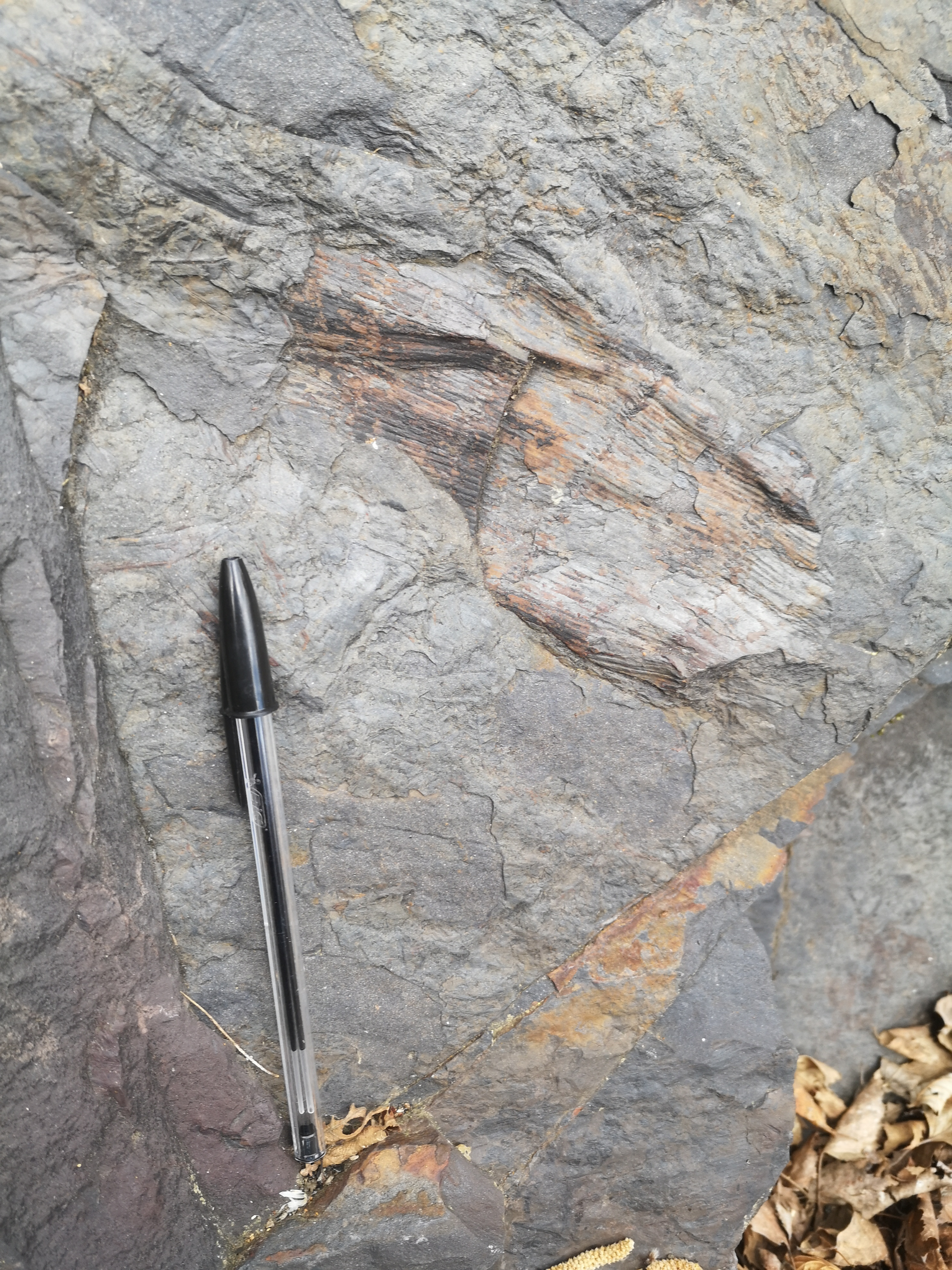
Fragment de tija de Calamites (dreta de la caputxa del bolígraf). Surroca-Ogassa. 2022.

Els fòssils de Calamites més coneguts de Catalunya es troben a la comarca del Ripollès, al municipi d’Ogassa. En aquesta zona hi havia la conca carbonífera de Surroca-Ogassa, on l’acumulació de matèria orgànica (torba) va evolucionar durant la diagènesi formant considerables jaciments d'hulla. Aquests jaciments estaven formats per un 73,25% de carboni, 13,25% de cendra i 13,50% de materials volàtils.
Algunes de les plantes productores del carbó, que vivien a les zones properes a les de Calamites són: Leslicopodials, Esfenofilals, Pteridospermals, Falgueres i Cordaitals. La composició de la flora té un significat paleogeogràfic important i caracteritza la vegetació del Carbonífer superior del sud d'Europa.
El carbó d'Ogassa fou explotat sobretot entre els anys 1880 i 1890. La producció mitjana fou de 45000 t/any d'hulla, és a dir, una de les més elevades d'Espanya.
```
 
```